# Tage Hörnquist
Tage Einar Alfred Hörnquist, född 25 juli 1923 i Umeå, död där 26 september 2006, var en svensk arkitekt.
Hörnquist, som var son till mekaniker Einar Hörnquist och Gerda Holmström, avlade ingenjörsexamen vid Stockholms tekniska institut 1948 och bedrev specialstudier på Kungliga Tekniska högskolan 1957–1964. Han var ingenjör hos arkitekt Joel Lundeqvist i Stockholm 1946, hos arkitekt Gustaf Lettström 1947, på länsarkitektkontoret i Umeå 1949, blev arkitekt och avdelningschef på Västerbottenskommunernas arkitekt- och byggnadskontor (VAB) 1956 och var biträdande länsarkitekt i Umeå från 1966. Hörnquist är begravd på Backens kyrkogård i Umeå.